# Eisenbahnsignale in Japan
Die japanischen Eisenbahnsignale wurden im japanischen Ministerialerlass zur Festlegung von technischen Standards der Eisenbahn (jap. 鉄道に関する技術上の基準を定める省令, Tetsudō ni kansuru gijutsu jō no kijun wo sadameru shōrei) des MLIT aus dem Jahr 2001 festgelegt.
Japan hatte am Anfang die britische Bahnsignaltechnik übernommen. Dazu gehört die Wegesignalisierung, die dem Triebfahrzeugführer anzeigt, ob und wohin er fahren darf. Er musste selbst wissen, wie schnell er dabei sein darf. Später orientierten sich die japanischen Bahngesellschaften mehr an den USA, wo eine Geschwindigkeitssignalisierung vorherrscht, also die höchste erlaubte Geschwindigkeit angegeben wird, aber verschiedene Fahrstraßen durch dasselbe Signal freigegeben werden können. So entstand ein Mischsystem aus Wege- und Geschwindigkeitssignalisierung bei den japanischen Eisenbahnsignalen.

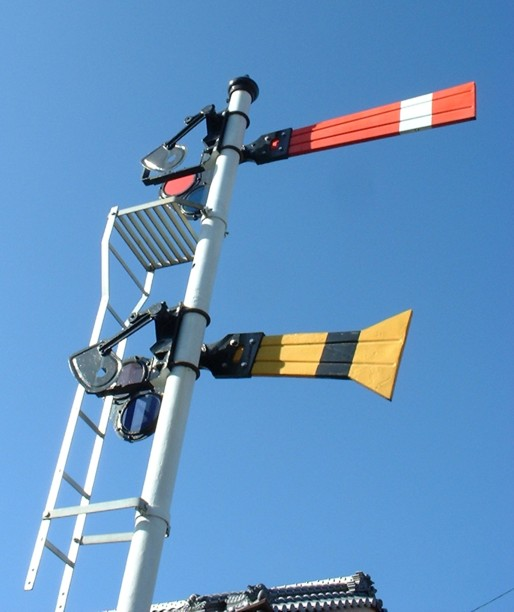
Formsignale in Japan

## Signaltypen

### Feste Signale

#### Hauptsignale
| |  |
| Links – die Reihenfolge der wechselnden Signalanzeige bei einem hellen Fünf-Lichter-Signal; rechts – ein Beispiel für ein blinkendes Signal |  |

Hauptsignale (主信号機, shu shingōki) geben einen Abschnitt der Strecke oder einen Weg im Bahnhof für Zugfahrten frei. Der Abschnitt hinter dem Hauptsignal heißt 外方 (gaihō).
In Japan sind nur noch Lichtsignale in Betrieb. Für Hauptsignalbegriffe werden die Signalfarben grün, gelb und rot genutzt.
●● zwei grüne LichterFahrt mit Höchstgeschwindigkeit (高速進行, kōsoku shinkō)
Diesen Signalbegriff gibt es nur auf der Hokuhoku-Linie der Hokuetsu Kyūkō und er gilt für Züge mit einer höheren zulässigen Geschwindigkeit als 130 km/h.
● ein grünes LichtFahrt (進行, shinkō)
Keine Geschwindigkeitseinschränkung. Es gelten die Streckengeschwindigkeit und zulässige Geschwindigkeit der Fahrzeuge. Auf der Hokuhoku-Linie beträgt die Streckenhöchstgeschwindigkeit 130 km/h.
●● ein grünes und ein gelb blinkendes Licht (80 Wiederholungen pro Minute)Geschwindigkeitsreduzierung auf 105 km/h (抑速, yokusoku)
Dieses Signalbild wird nur zwischen den Bahnhöfen Shinagawa und Yokohama der Keihin Kyūkō Dentetsu verwendet. Es fordert die Züge auf, weniger als 105 km/h zu fahren.
●● ein gelbes und ein grünes LichtGeschwindigkeit reduzieren (減速, gensoku)
Dieses Signalbild kündigt am nächsten Signal eine Geschwindigkeitsbeschränkung oder eine Warnung wegen eines im verkürzten Bremswegabstand folgenden Haltsignals zeigt. Die zulässige Geschwindigkeit beträgt 50–75 km/h. Die Geschwindigkeitsbeschränkung hängt von der Strecke und dem Eisenbahnunternehmen ab. (Ausnahmen: Kintetsu: 95 km/h, Meitetsu: 85 km/h)
● ein gelbes LichtWarnung (注意, chūi)
Die Geschwindigkeitsbeschränkung beträgt 40–55 km/h. Die Geschwindigkeitsbeschränkung hängt von der Linie und dem Eisenbahnunternehmen ab. (Ausnahme: Kintetsu und Meitetsu: 65 km/h)
●●zwei gelbe Lichter
Geschwindigkeitseinschränkung auf 25 km/h (警戒, keikai)
Dieser Signalbegriff leuchtet, wenn der Abschnitt bis zum Gleisabschluss oder haltzeigendem Signal kurz ist, sich ein anderer Zug im Blockabschnitt befindet (Fahren auf Sicht) oder der Durchrutschweg hinter dem folgenden Signal zu kurz ist.
● ein rotes LichtHalt! (停止, teishi)
An diesem Signal ist zu halten. Es darf nicht ohne Erlaubnis weitergefahren werden. Ist permissives Fahren zulässig, darf ein Zug mit 15 km/h weiterfahren, nachdem eine Minute vor dem Signal gehalten wurde. Dieser Vorgang wird nicht-blockierender Betrieb (無閉塞運転, muheisoku unten) genannt. In einigen Eisenbahngesellschaften ist dieser Betrieb nach Unfällen verboten worden.

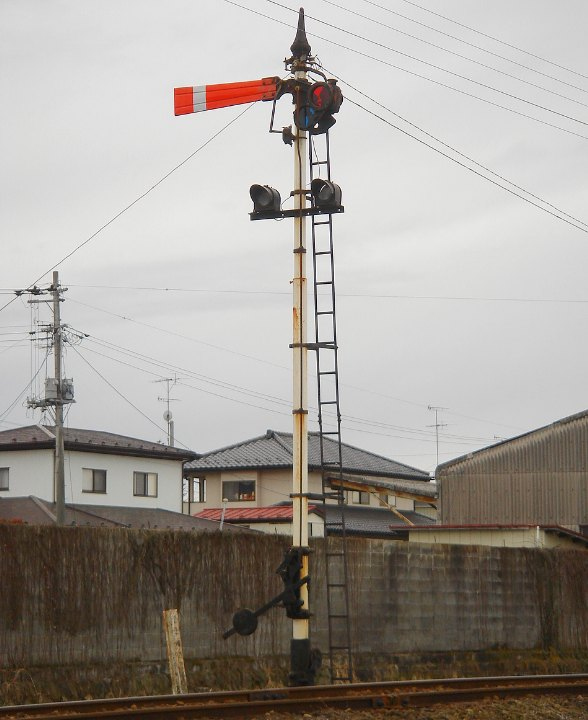
Ein Formsignal beim Bahnhof Wakayanagi. (im März 2007 ausgebaut)

Wenn eine Lampe des Signals ausfallen sollte, ist das Signal so zu werten, als wenn es Vorsicht gebietet. Sollte ein Signal erloschen sein, gilt es als Haltbegriff (カラス, karasu).
Früher wurden die Formsignale mit Handhebeln gestellt. Heute wurden die Formsignale durch die hellen Lichtsignale ersetzt. Einzig bei der Tsugaru Tetsudō, der Fukushima Rinkai Tetsudō und auf einer Strecke der JR Kamotsu (Kuroyama-Kibunki-Niigata-Higashi-Kōsen-yōsen) gibt es noch Formsignale.

##### Einfahrsignale

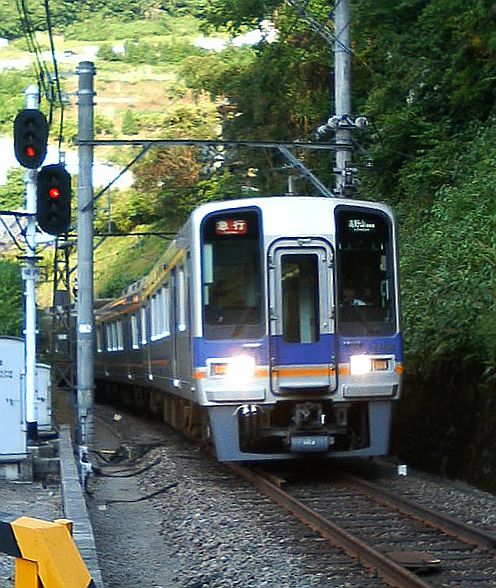
Einfahrsignal mit elektrischem Nankai-Triebzug der Reihe 2000

Einfahrsignale (場内信号機, jōnai shingōki) regeln die Einfahrt der Züge in Bahnhöfe. Einfahrsignale sind „absolute Signale“ (絶対信号機, zettai shingōki), permissives Fahren ist immer unzulässig. In einigen Bahnhöfen sind die Abschnitte durch Zwischensignale mehrfach unterteilt. Dabei hat jedes Einfahrsignal eine ID-Nummer, die außerhalb der Station gezählt wird.

##### Ausfahrsignal

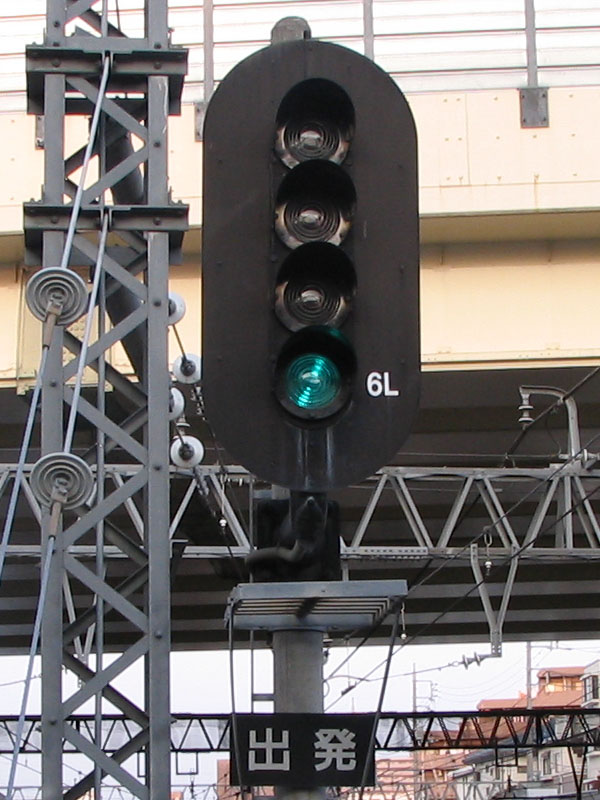
Ausfahrsignal

Ausfahrsignale (出発信号機, shuppatsu shingōki) regeln die Ausfahrt von Zügen aus einem Bahnhof. Sie sind ebenfalls absolute Signale. Auch hier kann es Zwischensignale im Bahnhofsbereich geben.

##### Blocksignale

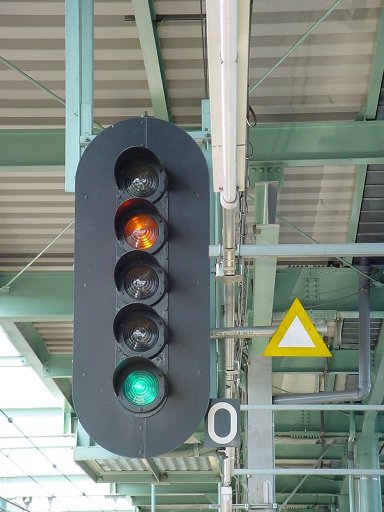
Ein Blocksignal mit der Nr. 0. Es zeigt eine Geschwindigkeitsreduzierung an.

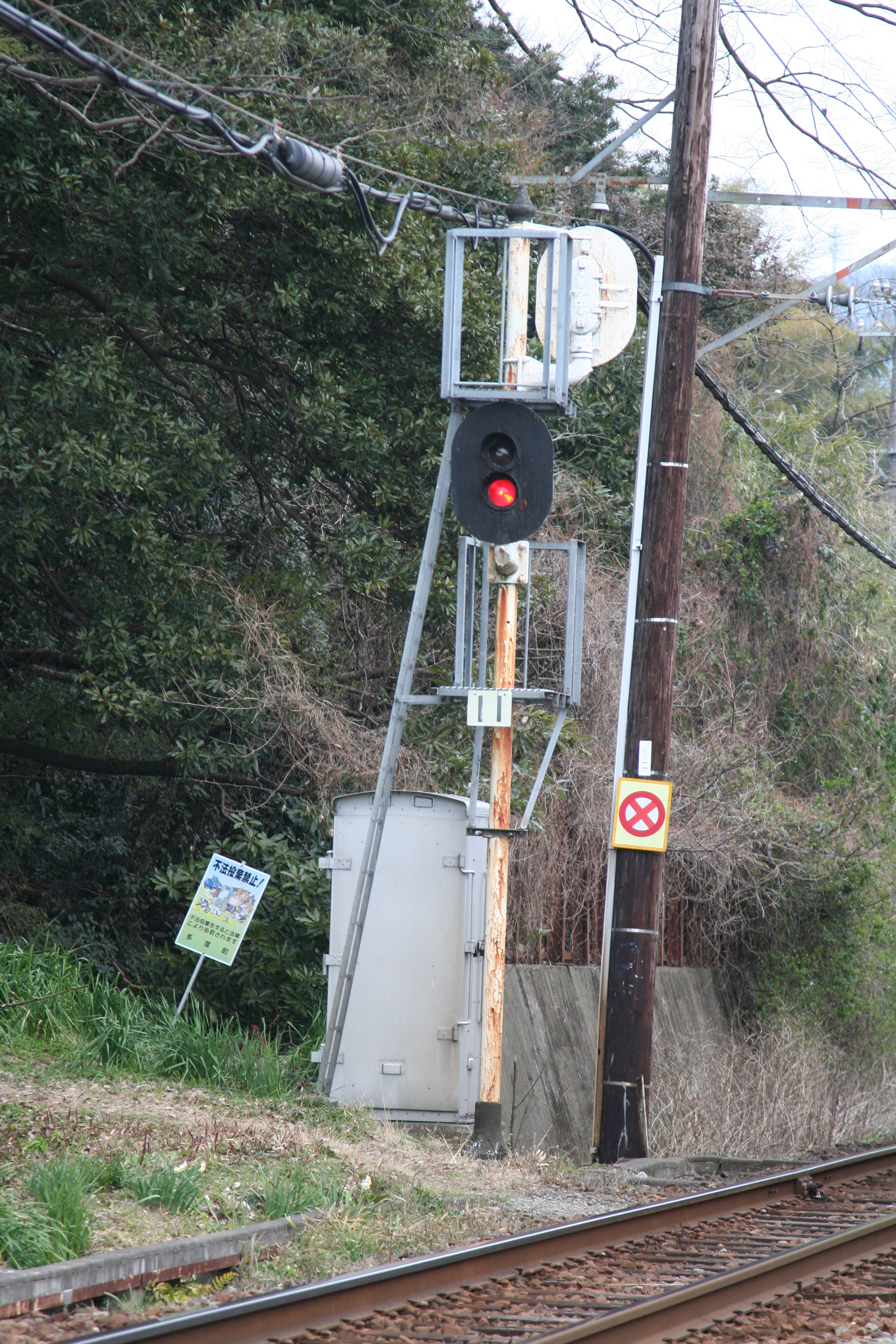
Ein japanisches Blocksignal in Haltstellung. Dieses Signal ist mit einer Rot- und einer Gelblaterne ausgerüstet. Am Mast ist zusätzlich ein Signalschirm für die Gegenrichtung angebracht.

Ein Blocksignal (閉塞信号機 heisoku shingōki) wird am Anfang eines jeden Abschnittes im automatischen Streckenblocksystem aufgestellt. Bei einem nicht unterteilten Betrieb kann ein Zug auch ein haltzeigendes Signal überfahren, nachdem er eine Minute vor dem Signal angehalten hat.
Jedes Blocksignal wird durch eine Nummer gekennzeichnet. Die Nummer wird wie folgt vergeben:
- Wenn der Zug in eine Station fährt, sind dort Blocksignale aufgestellt. Diese sind zu nummerieren. Das letzte Signal trägt die Nummer 1.
- Durch die Zahl, die sich aus dem Abstand der Linienherkunft und der eindeutigen Nummer bildet.

Die Anzeige eines Blocksignals steht in einem Zusammenhang mit dem nächsten Signal. Deshalb kann es auch nicht durch Dispatcher oder durch Fahrdienstleiter manipuliert werden. Die Anzeige des Signals hängt von der Anwesenheit des Zuges und der Anzeige des nächsten Signals ab.
Weil es bei einem nicht unterteilten Blockbetrieb sehr oft zu Unfällen gekommen ist, haben die Betreiber beschlossen, dass ein Zug erst weiterfahren darf, wenn der Dispatcher dies über Zugfunk erlaubt.
Bei sehr überfüllten Bahnhöfen kann ein Gleis in zwei Abschnitte unterteilt werden. Sobald der eine Zug den einen Abschnitt verlässt, kann ein anderer Zug dort einfahren. Dafür verwendet man Nr.-0-Signale. Die JR East (Japanisches Eisenbahnunternehmen Ost) behandelt die Nr.0-Signale als Teile eines Einfahrsignals. Die anderen Betreiber verwenden das letzte Signal als Nr.0-Blocksignal. Dieses Signal ist also ein „Einfahr- und Blocksignal“. Im Gegensatz zum Einfahrsignal ist der nicht gesperrte Betrieb beim Blocksignal nicht erlaubt.

##### Abbildungen von Einfahr-, Ausfahr- und Blocksignalen
Die folgende Abbildung zeigt die typischen Arten der Einfahr-, Ausfahr- und Blocksignale. Bei den 4-Lichter-Signalen gibt es zwei unterschiedliche Farbsysteme. In dieser Abbildung wird der Einfachheit halber zwischen System A und System B unterschieden. Allerdings ist diese Bezeichnung nicht formell. Es gibt auch Signale, die nur ein Licht oder sogar sechs Lichter haben.
- Sollte das Signal eine Anzeige mit zwei Lampen haben, sollten wegen der besseren Sichtbarkeit zwei weitere dunkle Lampen zwischen den Lichtern eingefügt werden.
- Einige Signale mit vier Lichtern sind mit LED ausgerüstet. Sie können auch dieselben Signalbilder anzeigen wie ein Signal mit fünf Lichtern.
- Signale mit zwei Lichtern werden hauptsächlich als Ausfahrsignale auf Einzelstrecken genutzt.
- Ein Signal mit zwei Lichtern kann ein rotes und ein gelbes Licht haben. Diese Signalart wird als Einfahrsignal vor einem Bahnhof oder einem Abstellgleis verwendet, da es keine Notwendigkeit für eine fahrtzeigende Anzeige beim Einfahrsignal gibt. Dieses Signal kann auch als Blocksignal verwendet werden.

##### Hochgeschwindigkeitssignal

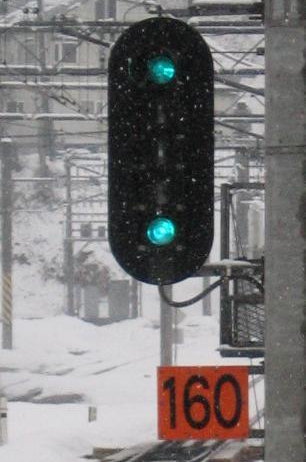
Beispiel für eine Hochgeschwindigkeitsanzeige
(5-Lichter-Signal)

Bei Hochgeschwindigkeitssignalen (高速信号機 kōsoku shingōki) werden Signale mit fünf oder sechs Lichtern verwendet, die zwei grüne Lichter anzeigen. Das hinzugefügte grüne Licht ist immer die oberste Lampe bei einem normalen Signal mit fünf Lichtern, bei einem Signal mit sechs Lichtern befindet es sich über der oberen gelben Lampe. Bei dem 5-Lichter-Signal ersetzt die oberste grüne Lampe die gelbe Lampe, sodass es also keine Geschwindigkeitseinschränkung anzeigen kann. Das Hochgeschwindigkeitssignal wurde 1997 beim Hokuetsu Express in der Hokuhoku Linie zum ersten Mal eingeführt, wo Schnellzüge bis zu 160 km/h fahren können. Dieses Signal wurde ab 2008 auch nur für diese Schnellzüge verwendet. Die zwei grünen Lichter (Hochgeschwindigkeitsanzeige) zeigen keine Geschwindigkeitseinschränkung an, ein grünes Licht (Anzeige für Fahrt) zeigt eine Geschwindigkeitsbeschränkung bis 130 km/h an. Die Hochgeschwindigkeitsanzeige kann nur für die „Hakutaka“-Züge der Serien 681 und 683 verwendet werden.

##### Aufforderungssignale

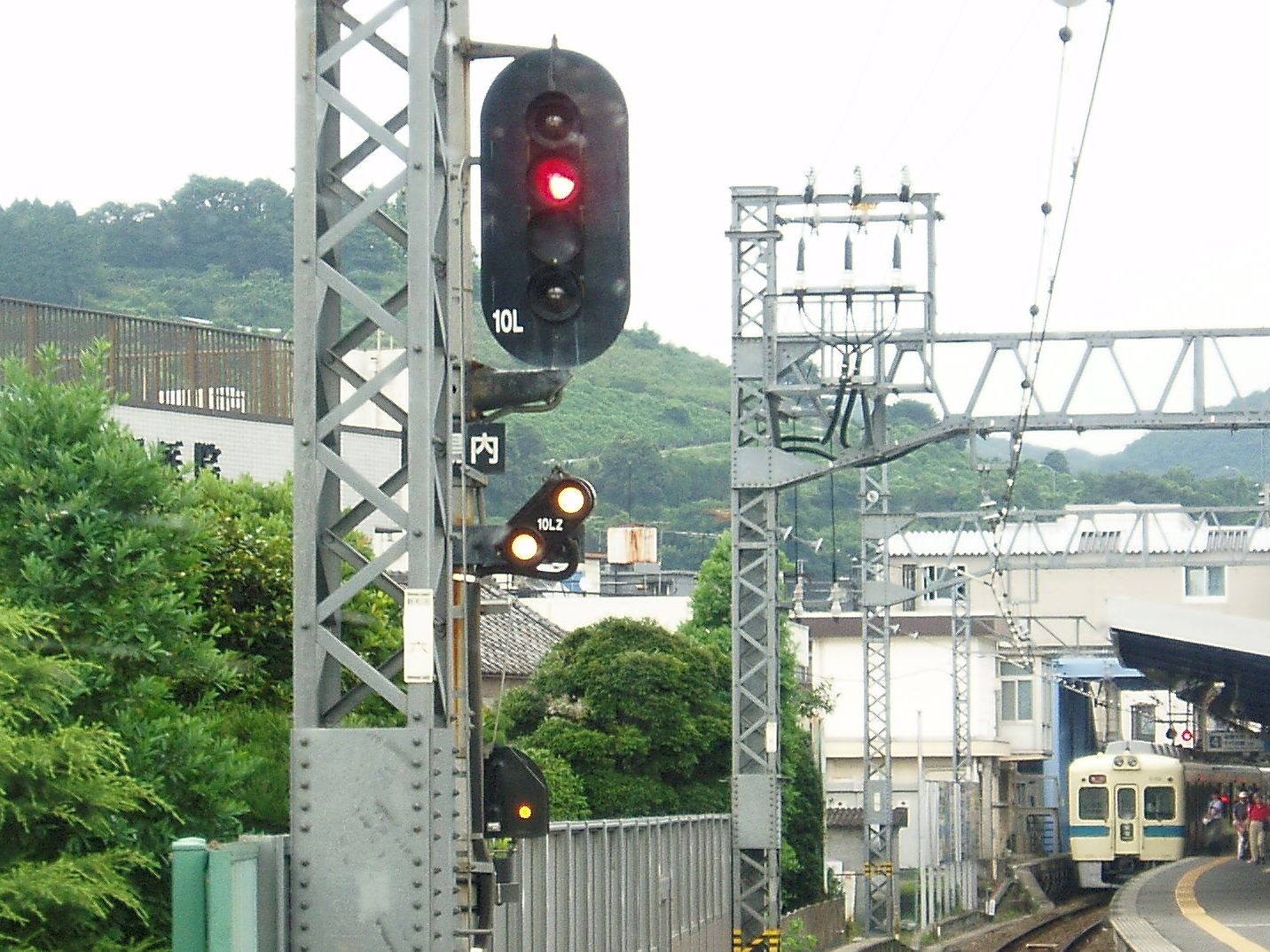
Ein Beispiel für ein Aufforderungssignal (zwei diagonale weiße Lichter bei dem kleinen Signal unter dem Einfahrsignal)

Normalerweise kann sich nur ein Zug in einem Blockabschnitt befinden. Diese Regelung sorgt für Sicherheit im Bahnverkehr. Allerdings sorgt diese Regel auch dafür, dass kein anderer Zug zum Kuppeln mit einem anderen Zug einfahren kann, da sonst zwei Züge gleichzeitig im Blockabschnitt sind. Das Aufforderungssignal (誘導信号機 yūdō shingōki) erlaubt einem Zug, den besetzten Streckenblock dennoch zu befahren, um mit einem anderen Zug zu kuppeln. Das ist die einzige Situation, in der sich zwei Züge im selben Streckenblock befinden dürfen.
Es wird unter dem Einfahr- oder dem Rangiersignal installiert. Der Zug darf bei diesem Signal in den Streckenblock mit unter 15 km/h (25 km/h bei einigen Gesellschaften) einfahren. In den Bahnhöfen, wo zwei Züge die gleiche Strecke nutzen (Beispiel: Yosan Linie, Matsuyama Station (Ehime), Nankai Kōya Linie, Hashimoto Station (Wakayama)), sind die Aufforderungssignale notwendig, damit sich zwei Züge auf derselben Strecke aufhalten dürfen. Wenn sich allerdings die Strecke in zwei Blockabschnitte gliedert, sind diese Signale unnötig (Beispiel: Keihan-Main-Linie, Yodoyabashi Station of Keihan Electric Railway).
Es gibt zwei Arten von Aufforderungssignalen, bei denen die Lichterposition und die Lichterfarbe unterschiedlich sind. Das Signal ist bei ausgeschalteten Lichtern in normaler Stellung. Bei kleinen Signalen werden zwei weiße Lichter benutzt, ansonsten wird ein gelbes Licht benutzt.

##### Rangiersignale

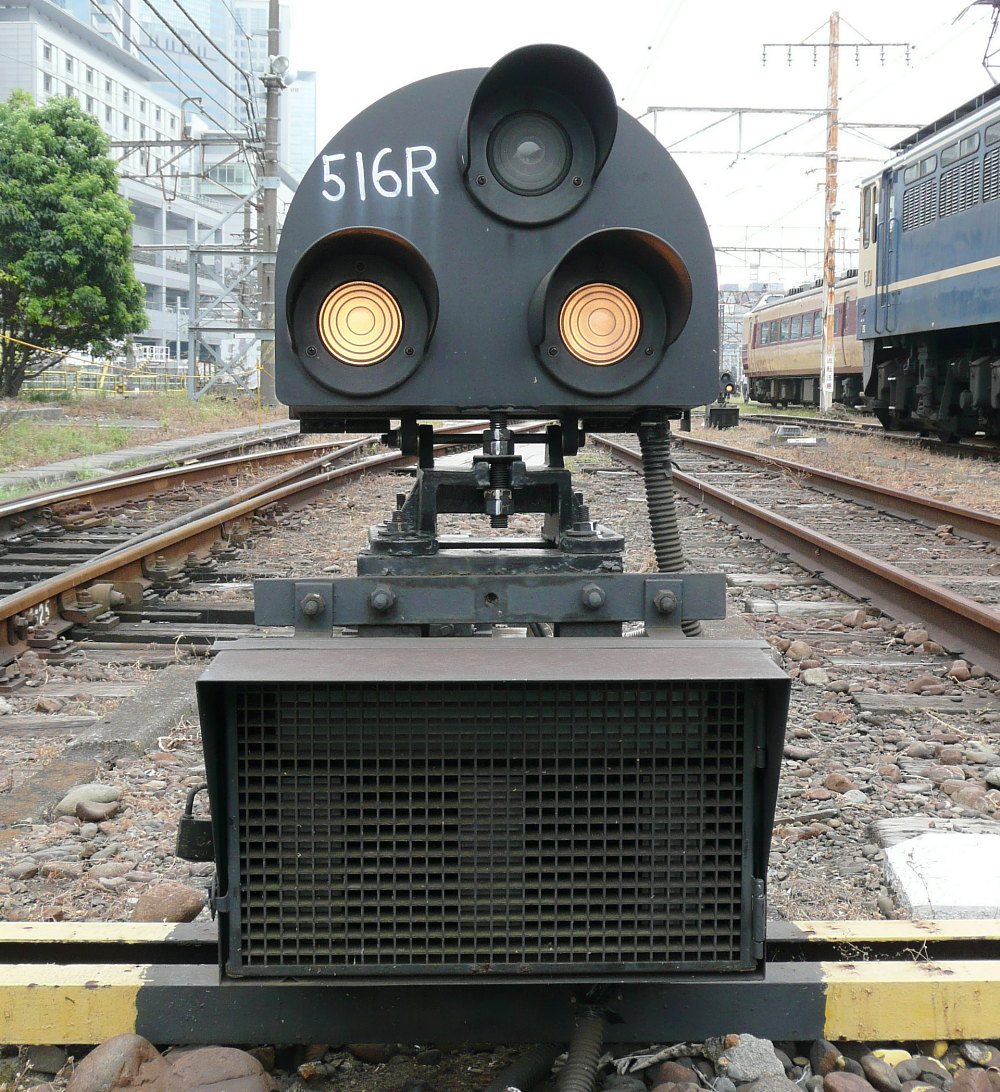
Rangiersignal (konventionelle Position der Lichtarten)

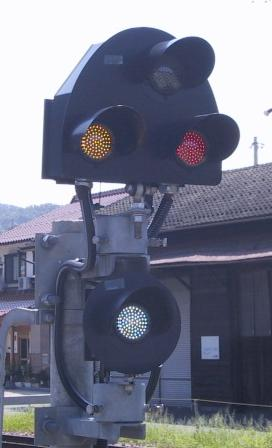
Rangiersignal (2 Farbtypen)

Ein Rangiersignal (入換信号機 irekae shingōki) gilt für das Rangieren von Fahrzeugen auf Nebenstrecken und in Depots. Es gilt nicht für Zugfahrten. Ein Rangiersignal hat einen beschützten Bereich, sodass ein Zug im Vorfeld des Signals unter 45 km/h (25 km/h wenn der Zug nicht verschlossen) fährt.
Es gibt zwei Arten von Rangiersignalen, bei denen die Position (灯列式 tōretsushiki) und die Farbe der Lichter (色灯式 shikitōshiki) unterschiedlich ist. Die Position der zwei leuchtenden Signallampen hängt von der Art des Lichtsignals ab. Diese Lichttypen wurden in erster Linie für die Japan Railway und dem dritten Sektor eingeführt. Ein Farb-Lichtsignal wird bei privaten Eisenbahnen und U-Bahnen verwendet. Es zeigt dabei zwei Lichter an: grün und rot. Grün bedeutet fahren, rot bedeutet Halt. In engen Tunneln werden schmale vertikale Signale verwendet.

###### Position von Lichttypen
- Fahrt: diagonale Position
- Halt: horizontale Position

Bei einer Halt-Anzeige werden weiße und rote Lichter in horizontaler Position verwendet. Bei einer Fahrt-Anzeige werden zwei weiße Lichtern in diagonaler Position verwendet. Dieses Signal verwendet zwei Farb-LED. Wenn die „Rangiersignal-Erkennungsanzeige“ (入換信号機識別標識 irekae shingōki shikibetsu hyōshiki) eingeschaltet ist, ist dieses Signal ein Rangiersignal, aber wenn die Anzeige erloschen ist, ist dieses Signal eine Rangieranzeige. Das Rangiersignal ist unter den Positionslichtern installiert. Dieses Zeichen sieht aus wie ein weißes Licht durch die Kombination aus einem lila Objektiv und einer Glühbirne.

##### Rangieranzeige

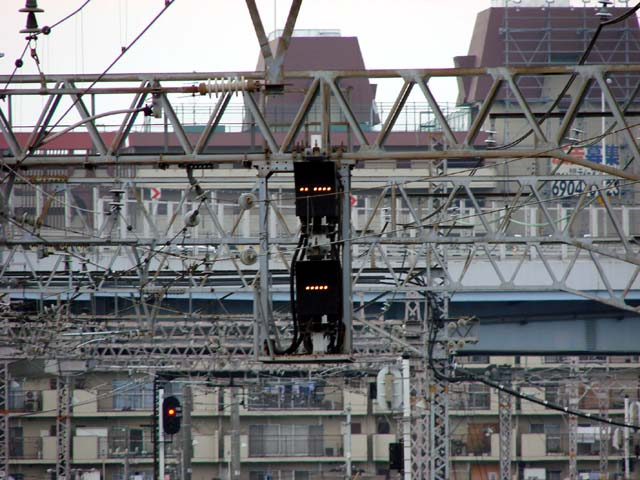
Rangieranzeige

Eine Rangieranzeige (入換標識 irekae hyōshiki oder kurz入標 irehyō) ist kein Signal, sodass die diagonale Angabe nicht „Fahrt“, sondern „offen“ (開通 kaitsū) lautet. Zudem verfügt es nicht über einen geschützten Bereich. Ein Rangiersignal ist ein absolutes Signal, eine Rangieranzeige ein permissives. Ein Zug darf bei der Rangieranzeige erst rangieren, wenn der Zug von Rangierpersonal begleitet wird und eine Lokomotive bei Nacht ein Rangier-Autozeichen (入換動力車標識 irekae douryokusha hyōshiki) zeigt (Einzelnes Rotes Licht an beiden Enden). Bei einigen Eisenbahnbetreibern werden Rangiersignale ausgelassen. Als Alternative werden Rangieranzeigen verwendet. Dabei werden violette statt weiße Lichter bei dem Rangiersignal verwendet.
Bei Rangierfahrten ist eine Geschwindigkeit von 25 km/h zulässig, für einzeln fahrende Lokomotiven bei bestehenden Rangierfahrstraßen 45 km/h. Stoppschilder werden vor einem Rangiersignal oder -zeichen installiert und sollen eine Rückfahrt auf die Strecke, sowie eine falsche Eingabe der Route verhindern.

#### Ankündigungssignale
Ein Ankündigungssignal (従属信号機 jūzoku shingōki) kündigt ein Hauptsignal an. Die Anzeige bezieht sich auf das Hauptsignal. Ein Ankündigungssignal hat keinen eigenen geschützten Bereich.
Wenn der Fahrzeugführer erst beim Erkennen eines Halt zeigendes Signales mit dem Bremsen beginnt, wird er das Signal überfahren, da der Bremsweg nicht ausreicht. Ein Ankündigungssignal fordert den Fahrzeugführer vorher auf, die Geschwindigkeit zu senken, die durch das Hauptsignal erlaubt ist.

##### Vorsignal

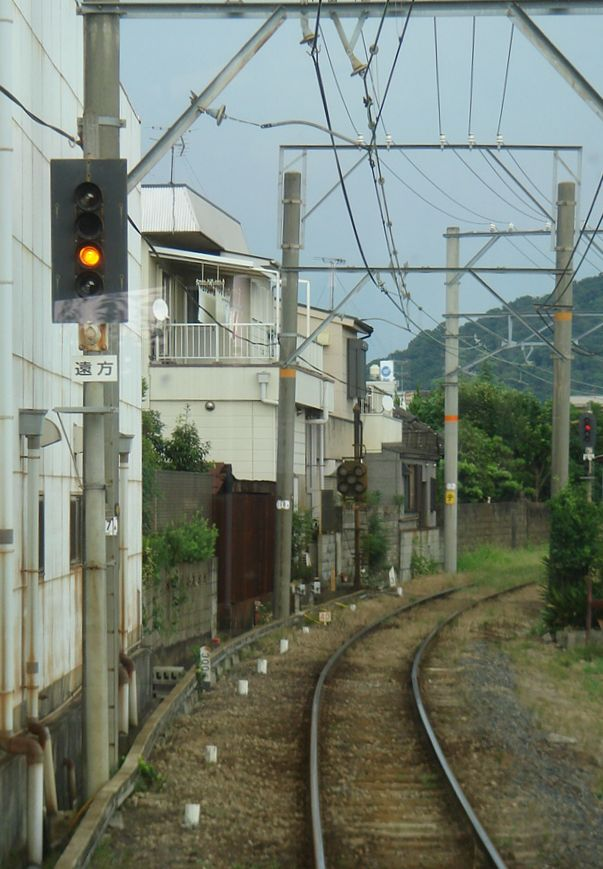
Vorsignal (Warnung wird angezeigt)

Ein Vorsignal (遠方信号機 enpō shingōki) wird installiert, damit ein Einfahrsignal, welches durch kurzen Abstand oder wegen unklarer Sicht auf dessen Anzeige zu spät erkennbar wäre, dennoch frühzeitig erkennbar ist. Geschwindigkeitseinschränkungen gelten bei der Rückseite des Vorsignals gleichermaßen wie beim Hauptsignal, auch wenn es ein Ankündigungssignal ist. Dies wird vor allem bei nicht automatischen Streckenblocks angewendet.
Anzeigen eines Einfahr- und eines Vorsignals entsprechen wie folgt:
Zeigt das Einfahrsignal Halt an
Zeigt das Vorsignal Warnung an
Zeigt das Einfahrsignal eine Geschwindigkeitsbeschränkung / Warnung an
Zeigt das Vorsignal eine Geschwindigkeitsverringerung an (auch bei zwei Teiltypen)
Zeigt das Einfahrsignal eine Geschwindigkeitsverringerung / Fahrt an
Zeigt das Vorsignal Fahrt an
Ein Vorsignal kann niemals Halt anzeigen und hat deshalb keine rote Lampe. Bei mehreren Einfahrsignalen (Bitte beachten, dass die Bahnsignalisierung auf die Signalgebung der Strecke basiert), zeigt das Vorsignal bei einem roten Einfahrsignal Warnung an. Andernfalls würde das Vorsignal sich mit dem Einfahrsignal verbinden, das nicht Halt anzeigt (nur ein Einfahrsignal kann ein anderes Signalbild geben als Halt).

##### Passiersignal
Ein Passiersignal (通過信号機 tsūka shingōki) wird installiert, wenn man das Ausfahrsignal erst auf kurzer Entfernung sehen kann. Seine Anzeige befasst sich mit der Anzeige des Ausfahrsignals. Ein Passiersignal ist neben dem Einfahrsignal installiert. Es wird nur verwendet, wenn das Einfahrsignal zwei Lichter hat (bei drei Lichtern können der Status des Ausfahrsignal als Warnung angezeigt werden).
Die Anzeige des Ausfahrsignals und die des Passiersignals (welches dem Ausfahrsignal untersteht) entsprechen folgenden Signalen, die Anzeige wird auch durch ein Einfahrsignal geprägt:
Das Einfahrsignal zeigt Halt an
Das Passiersignal zeigt trotz der Anzeige des Ausfahrsignals Warnung an
Das Einfahrsignal zeigt Fahrt, das Ausfahrsignal jedoch Halt an
Das Passiersignal zeigt Warnung an
Das Einfahrsignal zeigt Fahrt, das Ausfahrsignal eine andere Anzeige außer Halt an
Das Passiersignal zeigt Fahrt an
Auch ein Passiersignal kann niemals Halt anzeigen und hat deshalb keine rote Lampe. Mehrere Passiersignale haben eine Eins-zu-eins-Beziehung untereinander.

##### Signalwiederholer

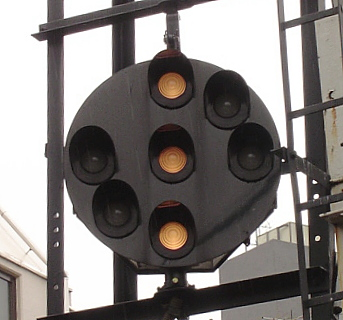
Signalwiederholer (Fahrt wird angezeigt)

Ein Signalwiederholer (中継信号機 chūkei shingōki) befasst sich mit dem Einfahr-, Ausfahr- und Blocksignal an Stellen, wo die Sicht erst aus kurzer Distanz gegeben ist und zeigt die Anzeige des relevanten Signals an. Dabei werden drei weiße Lichter pro Linie verwendet. Sie zeigen folgendes an:
- Fahrt: vertikale Linie
- Warnung: diagonale Linie (Geschwindigkeitsreduzierung, Warnung oder Geschwindigkeitseinschränkung)
- Halt: horizontale Linie

Dieses Signal wiederholt die Anzeige des relevanten Signals und wird auch bei Geschwindigkeitsbeschränkungen angewendet, welche vom relevanten Signal angezeigt wird, also nicht vom Punkt des Signalwiederholers.
Wo Hochgeschwindigkeitssignale aufgestellt sind, werden zwei Signalwiederholer angewendet, die eine vertikale Linie anzeigen. Bei anderen Signalen wird nur ein Signalwiederholer verwendet.
Da bei U-Bahnen die normalen Signalwiederholer nur schwierig zu installieren sind, werden als Alternative Signale mit einem farbigen Licht verwendet. Dieses violette Licht leuchtet immer. Es zeigt dabei immer die Anzeige des entsprechenden Signals an.

#### Signalanlage
Eine Signalanlage (信号付属機 shingō fuzokuki) befindet sich an einem Einfahr-, Ausfahr- und Rangiersignal und ergänzt den Zustand des Signals.

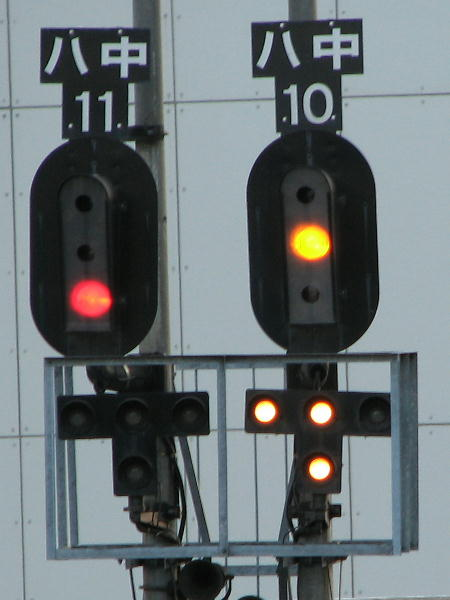
Richtungsanzeiger (Zwei Richtungen die durch Positionslichter angezeigt werden)

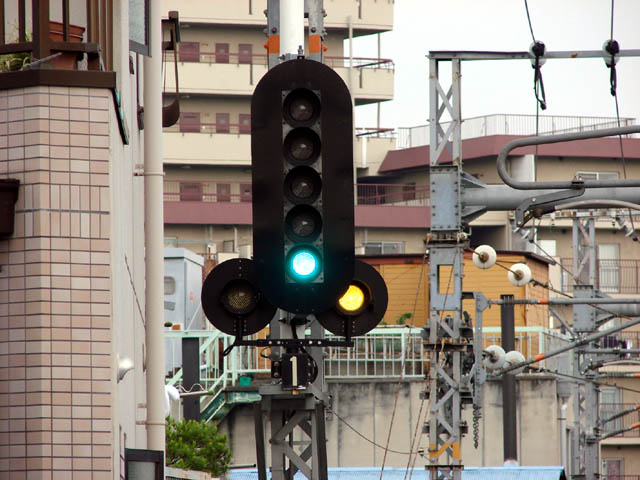
Vorläufiger Richtungsanzeiger (kleinere Version, wird durch Positionslichter angezeigt)

##### Richtungsanzeiger
In Prinzip muss ein installiertes Ein- oder Ausfahrsignal für jede Strecke unabhängig sein. Wenn allerdings mehr Strecken vorhanden sind als Signale, wird ein Signal für mehrere Strecken verwendet. In diesem Fall zeigt der Richtungsanzeiger (進路表示機 shinro hyōjiki) die Route an, in die der Zug einfahren darf.
Die Richtung wird durch Anzeige der Positionslichter angezeigt. Die relative Position der beleuchteten Lampen zeigt die Route von dem Anzeiger an (max. drei Strecken). Wenn zum Beispiel das linke Licht leuchtet, wird der Zug auf dem linken Weg fahren. Einige Anzeiger haben Nummern der Route oder einen Pfeil als Anzeige.

##### Eisenbahnanzeiger
Ein Eisenbahnanzeiger (線路表示器 senro hyōjiki) befindet sich am Rangierzeichen. Seine Struktur hängt von den Positionslichtern ab.

##### Vorläufiger Richtungsanzeiger
Wenn eine Strecke mehrere Wege hat und die entsprechenden Signale erst auf kurzer Distanz erkennbar sind, werden vorläufige Richtungsanzeiger (進路予告機, shinro yokokuki) unter dem Signal installiert. Der erste Anzeiger gibt bekannt, welchen Weg der Zug benutzen wird.
Der erste Richtungsanzeiger im rechten Bild zeigt an, dass die rechte Route klar ist.
| Lichtanzeige              | Richtungsweiser                                              | Richtungsweiser                           | Richtungsweiser                            |
| Lichtanzeige              | 3-Wege-Abzweig (jeweils links und rechts von der Hauptlinie) | 2-Wege-Abzweig (Links von der Hauptlinie) | 2-Wege-Abzweig (Rechts von der Hauptlinie) |
| ------------------------- | ------------------------------------------------------------ | ----------------------------------------- | ------------------------------------------ |
| beide Lampen leuchten     | Hauptlinie ist frei                                          | Hauptlinie ist frei                       | Hauptlinie ist frei                        |
| nur linke Lampe leuchtet  | linker Weg ist frei                                          | linker Weg ist frei                       | nein                                       |
| nur rechte Lampe leuchtet | rechter Weg ist frei                                         | nein                                      | rechter Weg ist frei                       |

In einigen privaten Eisenbahnunternehmen werden bei ersten Richtungsanzeigern Pfeile oder Kanji / Katakana Zeichen mit dem Anfangsbuchstaben des Namens der Eisenbahnlinie verwendet.

##### Vorläufiger Richtungsanzeiger mit Nummeranzeige
Ein Richtungsanzeiger mit Nummeranzeige (進路予告機番線表示灯 shinro yokokuki bansen hyōjitō) ergänzt den ersten Richtungsanzeiger und gibt bekannt, welche Strecke genommen wird. Wenn ein Zug in die Strecke Nummer 3 einfahren soll, zeigt die Anzeige eine „3“ an. Die Farbe der Anzeige entspricht der Anzeige des Hauptsignals, bei dem der Richtungsanzeiger in diesem Bereich beigefügt wurde.

##### Zugtyp-Anzeige
Eine Zugtyp-Anzeige (列車種別表示灯 ressha shubetsu hyōjitō) ist an einem Startsignal installiert und zeigt an, was für ein Zug dieses Signal passiert. Der Zugtyp wird von dem Onboard-Gerät übermittelt. Hauptsächlich wird es in privaten Eisenbahngesellschaften installiert und genutzt. Aber auch in Stationen wird es zur Weitergabe von Informationen bei haltenden und zurücksetzenden Zügen verwendet. Die Art der Anzeige hängt vom Eisenbahnunternehmen ab. Zeichen- und Nummernanzeige und einige Symbole werden dafür genutzt.

### Führerstandssignalisierung

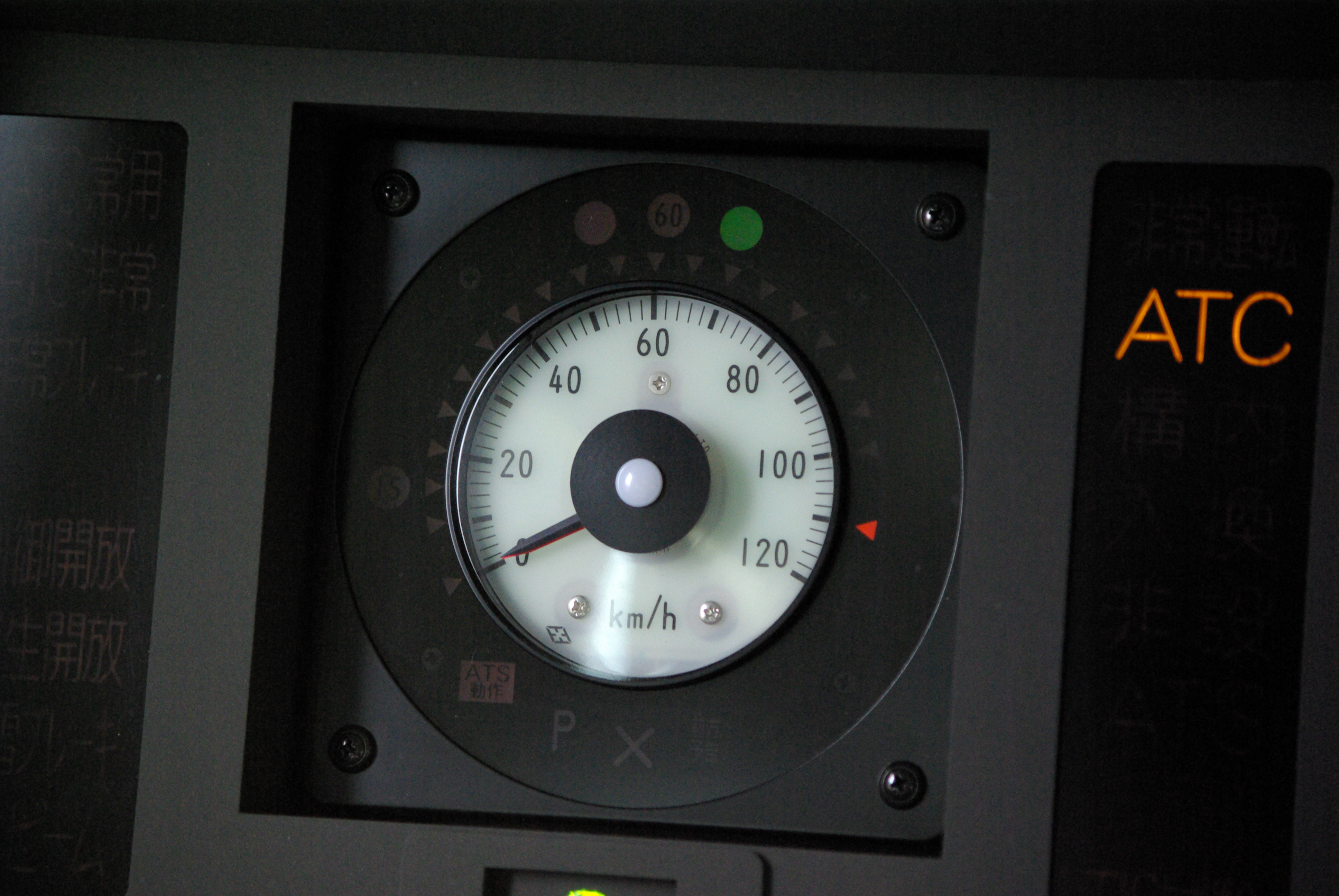
Führerstandssignalisierung

Eine Führerstandssignalisierung (車内信号 shanai shingō) ist ein Onboard-Gerät, das ein Signalbild auf dem Führerstand anzeigt. Die Yamanote-Linie, Keihin-Töhoku-Linie und Shinkansen verwenden die Führerstandssignalisierung. Auch die Tōkyō Metro nutzt dieses System. In der Yamanote-Linie gibt es zum Beispiel viele Lampen um den Tacho des Zuges. Die Lampe, die der Höchstgeschwindigkeit entspricht, wird beleuchtet. Bei Shinkansen wurde die Führerstandssignalisierung eingeführt, da auf Grund der hohen Geschwindigkeiten die Signalbilder nicht mehr zu sehen sind und damit nicht bestätigt werden können.

### Vorübergehende Signale

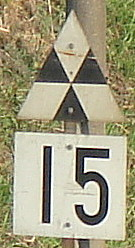
Vorsignal
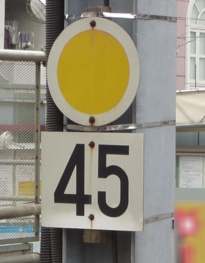
Langsamfahrt beginnt
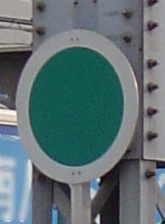
Langsamfahrt endet

Ein vorübergehendes Signal (臨時信号機 rinji shingōki) wird installiert, damit man bei der dazugehörigen Baustelle die angegebene Geschwindigkeitseinschränkung beachtet und einhält. Seine körperliche Erscheinung sieht wie ein Schild aus, allerdings ist es ein Signal.

#### Vorsignal für Geschwindigkeitseinschränkung
Ein Vorsignal für Geschwindigkeitseinschränkung (徐行予告信号機 jokō yokoku shingōki) kündigt dem Triebfahrzeugführer ein Signal an, welches eine Geschwindigkeitseinschränkung signalisiert. Das Signal besteht aus einer Kombination von schwarzen Dreiecken und weißen Vierecken. Unten wird die Geschwindigkeit angezeigt, die bei der Geschwindigkeitseinschränkung gilt. Einige Betreiber nutzen statt der weißen Dreiecke lieber orange Dreiecke. Da das Signal dem Mitsubishi-Logo ähnelt, wird es oft als „Mitsubishi“ bezeichnet.

#### Signal für Langsamfahrt
Das Signal für Langsamfahrt (徐行信号機 jokō shingōki) wird beim Anfang des Abschnitts aufgestellt, wo die Geschwindigkeitseinschränkung angewendet wird. Das Signal ist ein gelber Kreis, die Anzeige der Geschwindigkeitseinschränkung steht unten beim Schild.

#### Endsignal für Langsamfahrt
Ein Endsignal für Langsamfahrt (徐行解除信号機 jokō kaijo shingōki) wird am Ende des Abschnitts aufgestellt, wo die Geschwindigkeitseinschränkung angewendet wird. Das Signal ist ein grüner Kreis. Ein Zug muss solange langsam fahren, bis der Schluss des Zuges das Signal passiert hat (vgl. Anschließender Weichenbereich). So darf also z. B. der Triebfahrzeugführer mit einem Zug, der 160 m lang ist, erst beschleunigen, wenn er 160 m vom Signal entfernt ist (also der Schluss des Zuges das Signal passiert hat). Zur Unterstützung der Triebfahrzeugführer installieren einige Betreiber Schilder, die anzeigen, wann der Zugschluss das Signal passiert hat.

### Handsignale

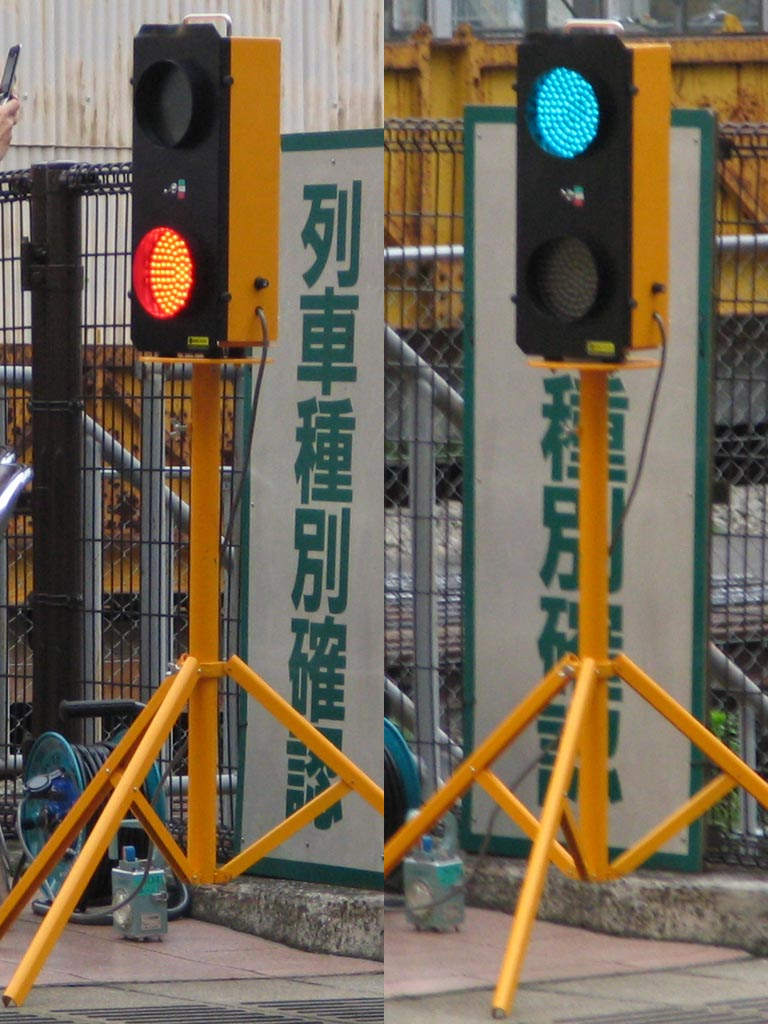
Ersatzgeräte für Handsignale

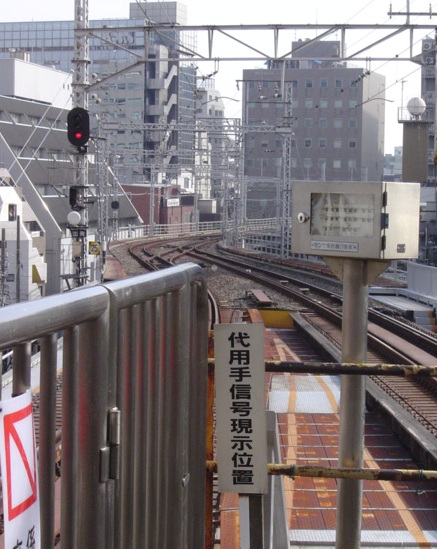
Platz für ein installiertes Ersatz-Handsignal

Ein Handsignal (手信号 teshingō) wird verwendet wenn eine Signalausrüstung abbrechen sollte oder nicht installiert ist. Dabei werden Flaggen, Lichter, Zeichengeräte oder Ersatzgeräte für Handsignale benutzt.

#### Ersatz-Handsignal
Ein Ersatz-Handsignal (代用手信号 daiyō teshingō) wird anstatt eines Handsignals benutzt, wenn das Einfahr- oder Ausfahrsignal außer Betrieb sind. In einigen Stationen werden sie vor den bestimmten Positionen installiert.

#### Passier-Handsignal
Ein Passier-Handsignal (通過手信号 tsūka teshingō) wird anstelle eines Handsignals verwendet, wenn das Passiersignal außer Betrieb ist.

#### Vorübergehendes Handsignal
Ein vorübergehendes Handsignal (臨時手信号 rinji teshingō) wird verwendet, wenn das Handsignal notwendig ist. Ansonsten wird das Ersatz- oder das Passier-Handsignal verwendet.

### Spezialsignale
Ein Spezialsignal (特殊信号 tokushu shingō) wird für die Zugsicherheit benutzt.
Signalfuß (発炎信号 hatsuen shingō)
Dieses Gerät wird bei Feuer verwendet und soll den Triebfahrzeugführer zum sofortigen Halt auffordern.
Alarmsignal (発報信号 happō shingō)
Ein Gerät, das dem Zug durch ein Alarmsignal zum Anhalten auffordert. Das Signal wird durch den Zugsicherheitsfunk aktiviert.
Blinkendes Lichtsignal(発光信号 hakkō shingō)
Ein Gerät, das den Zug durch blinkende rote Lampen zum Halten auffordert.
Ein Signalfuß wird notwendig, wenn der Halt des Zuges beschränkt ist.

#### Hinderniswarnsignal

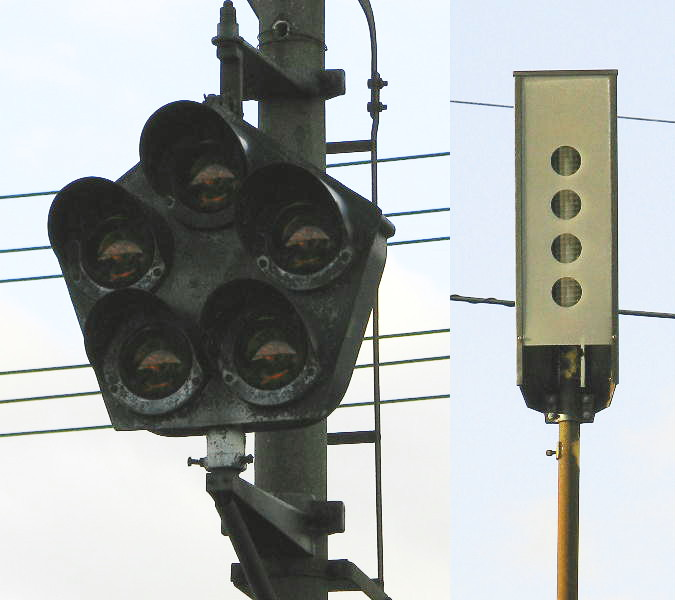
Hinderniswarnsignal. links: Rotation, rechts: Blinkend

Ein Hinderniswarnsignal (特殊信号発光機 tokushu shingō hakkōki oder auch tokuhatsu (特発)) weist einen Triebfahrzeugführer wegen eines unvorhersehbaren Ereignisses auf der Strecke zum Anhalten des Zuges an. Das Signal besteht aus roten Lichtern. Es werden oft stark leuchtende rote LED-Lampen verwendet, die man auch von Weitem erkennen kann.
Am Bahnübergang wird ein Aufdeckungs-Gerät (踏切障害物検知装置 fumikiri shōgaibutsu kenchi sōchi) installiert, welches das Hinderniswarnsignal für den Bahnübergang anschaltet, wenn z. B. ein Auto den Bahnübergang nicht verlassen kann. Für Steinschlag werden Erkennungsleitungen unter den Klippen installiert. Sollte durch den Steinschlag die Leitung beschädigt werden, wird das Warnsignal aktiviert. Wenn sich eine Person auf der Strecke befindet, kann man durch ein Warnsystem das Signal aktivieren. Dazu betätigt man einen Knopf an der Plattform. Besonders bei langen Tunnelabschnitten werden diese Signale verwendet. Sie sollen den Triebfahrzeugführer warnen, wenn es einen Unfall im Tunnel gegeben hat, um einen weiteren Unfall zu verhindern.

## Japanische Bahnsignalfabriken
- K.K. Kyōsan Seisakusho (京三製作所, engl. Kyosan Electric Manufacturing Co., Ltd.)
- Nippon Shingō K.K. (日本信号, The Nippon Signal Co., Ltd.)
- Daidō Shingō K.K. (大同信号, Daido Signal Co., Ltd.)